# 川西村 (茨城県)
川西村（かわにしむら）は茨城県真壁郡に属していた村。

## 地理
現在の八千代町の北東部に位置する。
- 河川 ： 鬼怒川

## 歴史

### 村名の由来
常陸国で唯一、鬼怒川の西に位置する村であることから。

### 沿革
- 1889年（明治22年）4月1日 - 町村制施行により、久下田村、高崎村、大渡戸村、小屋村、袋村、坪井村、新井村、野爪村、八町村、大里村が合併して真壁郡川西村発足。
- 1955年（昭和30年）1月1日 - 川西村は結城郡中結城村、下結城村、安静村、西豊田村とともに合併し結城郡八千代村が発足。同日川西村廃止。

変遷表
| 1868年 以前 | 1868年 以前 | 明治22年 4月1日 | 昭和30年 1月1日 | 昭和47年 2月1日 | 現在     |
| ----------- | ----------- | --------------- | --------------- | --------------- | -------- |
|             | 袋村        | 川西村          | 八千代村        | 町制            | 八千代町 |
|             | 新井村      | 川西村          | 八千代村        | 町制            | 八千代町 |
|             | 八町村      | 川西村          | 八千代村        | 町制            | 八千代町 |
|             | 久下田村    | 川西村          | 八千代村        | 町制            | 八千代町 |
|             | 高崎村      | 川西村          | 八千代村        | 町制            | 八千代町 |
|             | 大里村      | 川西村          | 八千代村        | 町制            | 八千代町 |
|             | 大渡戸村    | 川西村          | 八千代村        | 町制            | 八千代町 |
|             | 小屋村      | 川西村          | 八千代村        | 町制            | 八千代町 |
|             | 坪井村      | 川西村          | 八千代村        | 町制            | 八千代町 |
|             | 野爪村      | 川西村          | 八千代村        | 町制            | 八千代町 |